# Wagneriana
Wagneriana är ett släkte av spindlar. Wagneriana ingår i familjen hjulspindlar.

## Dottertaxa tillWagneriana, i alfabetisk ordning[1]
- Wagneriana acrosomoides
- Wagneriana alma
- Wagneriana atuna
- Wagneriana bamba
- Wagneriana carimagua
- Wagneriana carinata
- Wagneriana cobella
- Wagneriana eldorado
- Wagneriana eupalaestra
- Wagneriana gavensis
- Wagneriana grandicornis
- Wagneriana hassleri
- Wagneriana heteracantha
- Wagneriana huanca
- Wagneriana iguape
- Wagneriana jacaza
- Wagneriana janeiro
- Wagneriana jelskii
- Wagneriana juquia
- Wagneriana lechuza
- Wagneriana levii
- Wagneriana madrejon
- Wagneriana maseta
- Wagneriana neblina
- Wagneriana neglecta
- Wagneriana pakitza
- Wagneriana roraima
- Wagneriana silvae
- Wagneriana spicata
- Wagneriana taboga
- Wagneriana taim
- Wagneriana tauricornis
- Wagneriana tayos
- Wagneriana transitoria
- Wagneriana turrigera
- Wagneriana undecimtuberculata
- Wagneriana uropygialis
- Wagneriana uzaga
- Wagneriana vegas
- Wagneriana vermiculata
- Wagneriana yacuma